# Szerhásháza
Szerhásháza a Rákóczi-szabadságharcban elpusztult egykori falu a mai Szlovákia területén, a Nagyszombati kerületben, a Dunaszerdahelyi járásban.

## Fekvése
Somorjától kb. 16 km-re feküdt.

## Történelme
Történelméről keveset tudunk, de szorosan kötődik Illésháza történetéhez. A falvak a 13-14. században keletkeztek, és az Illésházy, Batthyány és Esterházy családok, valamint Werbőczy István birtokában voltak. A falu az Esterházyak ősi lakhelye volt.
A Rákóczi-szabadságharcban mindkét falu elpusztult, de Illésháza fél év után újjáépült és határához csatolták a pusztává vált Szerhásházát.